# Preußisch-russischer Allianzvertrag (1714)

Europa im Jahr 1701

Im Preußisch-russischen Allianzvertrag vom 12. Juni 1714 bestätigten Preußen und Russland gegenseitig ihren territorialen Besitzstand nach der erwarteten Niederlage Schwedens im Großen Nordischen Krieg.

## Vertragliche Vorgeschichte
Eine Dreierallianz, bestehend aus dem Russischen Zarenreich sowie den beiden Personalunionen Sachsen-Polen und Dänemark-Norwegen, führte seit 1700 einen Krieg gegen das Schwedische Reich an, das von Karl XII. regiert wurde. Die Schweden erlitten in der Schlacht bei Poltawa im Juli 1709 eine verheerende Niederlage, welche die Kriegswende bedeutete. Von da an bis zum Kriegsende behielten die Alliierten die Initiative und drängten die Schweden in die Defensive.
Nach dem Tod des ersten preußischen Königs Friedrich I. im Februar 1713 wurde die Außenpolitik auch von seinem Nachfolger Friedrich Wilhelm I. fortgeführt. Er schloss am 22. Juni 1713 mit Dänemark einen Vertrag, der eine gemeinsame Besetzung Vorpommerns vorsah und Preußen den südlich der Peene gelegenen Teil in Aussicht stellte. Am 6. Oktober 1713 kamen in Schwedt auch Russland und Preußen überein, dass Preußen das Gebiet bis zur Peene (mit Usedom und Wollin) zur Verwaltung erhalten sollte.

## Vertragsverhandlungen
Im Dezember 1713 wurde der Obermarschall Karl Friedrich von Schlippenbach an den russischen Hof gesandt, ursprünglich nur mit dem Auftrag, die Ratifikation des Schwedter Vertrags zu erwirken. Die Erfolge, die dann der Zar im Frühjahr 1714 in der Offensive gegen Schweden errang und die den baldigen Friedensschluss zwischen Russland und Schweden erwarten ließen, brachten Berlin dazu, einen noch engeren Anschluss an Russland zu suchen, da es für die Durchsetzung der preußischen Ansprüche auf die besetzten Gebiete bei einem Frieden mit Schweden von dessen Entgegenkommen abhängig war. Die Anregung zum Abschlüsse eines förmlichen Garantievertrages ging aber erst von russischer Seite aus.
Durch den Schwedter Vertrag waren die Ansprüche festgehalten worden, die Preußen gegenüber Schweden durchzusetzen hoffte. Die preußische Regierung hoffte damals noch darauf, ihre Neutralität zu bewahren. Allerdings erforderten die Gegenleistungen die Russland jetzt für die Unterstützung der preußischen Wünsche forderte, den Krieg gegen Karl XII. zu eröffnen. Zum 31. März 1715 berichtete Schlippenbach aus St. Petersburg, der Zar sei bereit, den Besitz Stettins und des zugehörigen Distrikts am rechten Oderufer zu garantieren, wenn der König ihn dafür Karelien und Ingermanland und zwar gegen Schweden und die anderen Mächte verbürgen wolle, vier Tage später meldete Schlippenbach, dass man in Petersburg außer diesen Gebieten auch noch Estland und Vyborg in die Garantie aufnehmen wolle.
Durch königlichen Erlass vom 28. April 1715 wurde Schlippenbach aufgefordert einen Entwurf eines Abkommens zu erarbeiten. Dazu erhielt er die Ermächtigung auf die russischen Forderungen nur dann einzugehen, wenn sich der Zar zur Anerkennung der preußischen Forderungen, die sich auf Vorpommern bis zur Peene erstreckten, bereit erklärt. Das Anfang Juni zwischen Schlippenbach und dem russischen Sekretär Heinrich Johann Friedrich Ostermann verabredete Projekt, das in Berlin am 19. Juni eintraf, fand hier zwar Zustimmung, wurde aber später noch vom Zaren eigenhändig geändert. Er verfügte im Wesentlichen eine Erweiterung der von Preußen zu leistenden Garantie: diese sollte außer Estland und Reval auch alle Territorien, Orte und Inseln, welche unter der letzten schwedischen Regierung zu gedachter Provinz Estland gehörte und jetzt unter russischer Herrschaft stand umfassen. Außerdem sollte die Garantie gegen Schweden und jeder anderen Partei geleistet werden. Eine Ratifikation des Vertrages war durch die Formel des letzten Artikels: »bis auf allergnädigste Genehmhaltung und Ratifikation beider hohen Prinzipalen« zwar in Aussicht gestellt, Schlippenbach setzte aber durch, dass dem Projekt ein Separatartikel beigefügt wurde, durch dessen Inhalt die Möglichkeit einer Ablehnung der Ratifikation ausgeschlossen wurde.

## Vertragsschluss
Das so abgeänderte Projekt wurde am 15. Juni 1715 nach Berlin gesandt und traf dort am 30. Juni 1715 ein. Schon am folgenden Tage vollzog Friedrich Wilhelm die Ratifikation. Als diese in St. Petersburg eintraf, zeigte sich, dass in Artikel drei des preußischen Instruments die Worte der Originalkonvention: 1714, Juni 12/1. 75 »oder sonsten jemand wer es auch sein mochte fehlten – ein Versehen, das durch die fehlerhafte Übermittlung der Originalkonvention nach Berlin entstanden war. Man bestand in Petersburg auf der Ausfertigung einer neuen Ratifikation, die auch umgehend von Berlin aus geliefert wurde.
Der Vertrag setzte sich aus vier Artikel und ein Geheimartikel zusammen.

## Folgen
Preußen schloss mit dem gleichen Zweck auch ein Bündnis mit Hannover vom 27. April 1714. Der Kreis der Feinde Karls XII. schloss sich, als Kur-Hannover, das von Dänemark den Besitz Bremen-Verdens zugesprochen bekam, dem russisch-preußischen Abkommen im November 1714 beitrat. Der Kurfürst von Hannover war seit 1714 auch König von Großbritannien und Irland. Nach der Übergabe Bremen-Verdens an Hannover erklärte Preußen, die schwedische Inbesitznahme Usedoms zum Anlass nehmend, am 1. Mai 1715 Schweden den Krieg. Am 15. Oktober folgte die Kriegserklärung Hannovers an Schweden. Das Königreich Großbritannien blieb von dem Krieg ausgeschlossen, der nur die Stammlande Georgs I. betraf.